# А-40 (летающий танк)
А-40 («Летающий танк», «Крылья танка») — летательный аппарат, гибрид планёра и танка, созданный О.К. Антоновым на базе лёгкого танка Т-60.
В другом источнике называется «Крылья танка — 60» (КТ-60).

## История
Изначально «Летающий танк» был предложен в качестве поддержки для партизан. По задумке авторов, крылья крепились к Т-60 (6 тонн, но был максимально облегчён), на ней танк буксировался в район посадки, отцеплялся, после приземления боевая машина освобождалась от крыльев и использовалась десантниками.
Работа над планером велась с декабря 1941 года по февраль 1943 года, когда танк сняли с производства(?). Был изготовлен в апреле 1942 года в Тюмени в единственном экземпляре на Заводе № 241.
Лётные испытания проходили под Москвой с 7 августа по 2 сентября 1942 года. Проводил их известный лётчик-планерист С. Н. Анохин.
Первый полёт «КТ» состоялся 2 сентября 1942 года. Самолётом-буксировщиком ТБ-3, с четырьмя усиленными (по 970 л. с.) моторами АМ-34РН, командовал Павел Арсеньевич Еремеев, в прошлом конструктор пилотажных планеров. Планером управлял лётчик-испытатель опытно-испытательного полигона воздушно-десантных войск Красной Армии С. Н. Анохин. Из-за большой массы и малой обтекаемости «КТ» буксировка велась на близкой к максимальной мощности двигателей ТБ-3 со скоростью 130 км/ч. Несмотря на это, скорость подъёма аэропоезда оказалась недостаточной. Самолёт едва достиг высоты 40 метров. Моторы ТБ-3 стали перегреваться и он вынужден был аварийно посадить планер.

## Лётно-технические характеристики
Источник данных: 

Технические характеристики
- Экипаж: 2 чел.
- Длина: 12,06 м
- Размах крыла: 18 м
- Высота:
- Площадь крыла: 85,8 м²
- Масса пустого: 2004 кг
- Максимальная взлётная масса: 8200 кг
- Силовая установка: 1 × ГАЗ-202 для движения по земле; в воздухе буксируется самолётом ТБ-3
- Мощность двигателей: 1 × 70 л. с.

Лётные характеристики
- Нагрузка на крыло: 90 кг/м²